# Cendres et sang
Cendres et sang è un film del 2009 diretto da Fanny Ardant.